# Стюарт, Джейн
Джейн (Джанет) Стюарт, леди Флеминг (17 июля 1502, Шотландия — 20 февраля 1562, Париж) — внебрачная дочь короля Шотландии Якова IV. Была гувернанткой своей племянницы Марии, королевы Шотландии. На короткое время была любовницей короля Франции Генриха II, от которого родила узаконенного сына Генриха Ангулемского. Её дочь Мария Флеминг была одной из четырёх фрейлин молодой королевы.

## Биография
Джейн (или Джанет) Стюарт была восьмым известным внебрачным ребёнком короля Якова IV. Её единокровными братьями были Джеймс Стюарт, 1-й граф Морей; Александр Стюарт, лорд-канцлер Шотландии; и Яков V, король Шотландии и единственный выживший законный ребёнок её отца.
Её матерью была четвёртая официальная фаворитка Якова IV, родившая от него ребёнка — Изабелла, дочь Джеймса Стюарта, 1-го графа Бьюкен. Родители Джейн состояли в отдалённом родстве и имели общего предка: Джоанну Бофор, королеву Шотландии. Якову она приходилась прабабкой по отцовской линии, а Изабелле — бабкой.

### Брак и дети
Джейн Стюарт вышла замуж за Малкольма Флеминга, 3-го лорда Флеминг, несмотря на то, что находилась с ним в запрещённой для брака степени родства. У них было восемь детей:
1. Джоанна (род. 1525)
2. Джанет (род. 1527), которая вышла замуж за Джона Ливингстона, старшего сына Александра, 5-го лорда Ливингстона. Он был братом Марии Ливинстон, одной из четырёх фрейлин молодой королевы. Джон был убит в битве при Пинки в 1547 году.
3. Джон (род. 1529), 5-й лорд Флеминг.
4. Элизабет (род. 1530)
5. Джеймс (род. 1534), 4-й лорд Флеминг. Его единственная дочь и наследница Джин (1554—1609) вышла замуж за Джона Мейтленда, младшего брата Уильяма Мейтленда, мужа его сестры Марии; его внуком был Джон Мейтленд, 1-й граф Лодердейл.
6. Агнес (род. 1535), которая вышла замуж за Уильяма, 6-го лорда Ливингстона
7. Маргарет (род. 1536), которая вышла замуж за Роберта Грэма, мастера Монтроуза, от которого у неё родился сын, Джон, 3-й граф Монтроз; затем снова вышла замуж за Томаса Эрскина, мастера Эрскина (младший брат Джона Эрскина, 6-й лорд Эрскин), детей в браке не было; в третий раз вышла замуж за Джона Стюарта, 4-го графа Атолла и лорда Верховного канцлера Шотландии, от которого у неё был сын (также Джон Стюарт, 5-й граф Атолл), имела трёх дочерей. Поговаривали, что Маргарет Флеминг была ведьмой, способной творить заклинания[3].
8. Мария (род. 1543) была одной из четырёх фрейлин королевы Шотландии Марии; она вышла замуж за Уильяма Мейтленда из Летингтона.

### Придворная жизнь
Лорд Флеминг был убит в битве при Пинки в 1547 году. В следующем году вдовствующая леди Флеминг была назначена гувернанткой юной королевы Марии, шотландцев. Её дочь Мария Флеминг и сестра покойного мужа её дочери Джанет стали фрейлинами королевы.
В 1548 году мать и дочь сопровождали юную королеву ко французскому двору. Роберт Рид, епископ Оркни, выразил беспокойство по поводу плохого французского Джейн, поскольку она свободно говорила только на шотландском; он поставил под сомнение её способность описать французским врачам симптомы любой возможной болезни Марии. При королевском дворе Франции леди Джейн вскоре привлекла внимание короля Генриха II и стала его любовницей. Роман привёл к беременности; после рождения сына Джейн была отправлена обратно в Шотландию, а гувернантку Марии заменили Франсуазой де Парой. Мальчик, которого назвали Генрихом де Валуа-Ангулемским (1551—1586), был «главным и самым любимым сыном короля». Он был узаконен и стал великим приором Франции, губернатором Прованса и адмиралом Левантийского моря. В ноябре 1549 года Джейн обменяла английского пленного Джеймса Уилфорда на своего сына Джеймса, лорда Флеминга, который был захвачен англичанами.
В октябре 1552 года Мария де Гиз описала ситуацию Джейн в Шотландии в письме, адресованном своему брату, кардиналу Лотарингии. Ходили разговоры о браке Джейн с Анри Кльютином, военным советником Гизов. Хотя одна из дочерей Джейн сообщила Марии де Гиз, что её мать не желает покидать Шотландию, вдовствующая королева знала, что Джейн обсуждала поездку во Францию с регентом Арраном, поскольку той зимой хотела увидеть Генриха II. Мария де Гиз попросила кардинала заверить королеву Франции Екатерину Медичи, что Джейн не покинет Шотландию.
Джейн была одной из женщин, которые бдели над телом Марии де Гиз в Эдинбургском замке в июне 1560 года. Дамам сначала не давали облачиться в траурные одеяния, и Джейн процитировала английскому дипломату Томасу Рэндольф фразу из Книги пророка Иоиля на латыни: «Раздирайте сердца ваши, а не одежды ваши» (лат. Scindite corda vestra, non vestimenta). После этого Джейн обратилась к Тайному совету за разрешением покинуть Шотландию со своим сыном 22 августа 1560 года. Генрих принял участие в резне в Варфоломеевскую ночь и был убит на дуэли в 1586 году.